# Pallas
Pallas (Πάλλας)  a fost, probabil, Zeul-Titan al Războiului. Numele lui, la fel ca titlul zeiței Atena, este posibil derivat din cuvântul Palló , care semnifică "mânuirea unei sulițe". A fost tatăl a patru zei războinici: Nike 
(reprezentând Victoria), Kratos (Puterea), Bia (Forța), și Zelos (Rivalitatea). Soția sa Styx pare să reprezinte cel mai de seamă jurământ de credință militară obligatoriu - se spune că datorită puterii ei, zeii au jurat credință necondiționată lui Zeus la începutul războiului Titanilor.
Este posibil ca Pallas să fi domnit peste constelația Auriga și principala stea a constelației, Capella, (capra Aix aducătoarea furtunii ), care răsare spre mijlocul primăverii și marchează începutul sezonului tradițional al campaniilor grecești. Tatăl său, Krios, și fratele său, Perses, au domnit probabil peste două constelații vecine - Berbec (Krios în greacă) și Perseu. În plus, constelația Auriga cuprinde două caracteristici principale definitorii pentru Titanul Pallas: în primul rând, este descris un car războinic, și, în al doilea rând, conținea steaua caprei Capella aducatoarea de furtună. 
Pallas a fost în mod clar imaginat ca un zeu-capră. În povestea războiului Titanilor, Atena l-a învins în luptă, și și-a făurit armura din pielea lui. Tatăl său și frații au fost, de asemenea, aparent în parte animale: Krios, numit pur și simplu Berbec (Ram), a fost probabil constelația cu același nume (Berbec); Astraios, tatăl zeilor-cai-înaripați, poate să fi fost de origine cabalină; și Perses, tatăl lui Hekate, a fost probabil zeu-câine. Originea selenară a lui Pallas susține cu atât mai mult legendele conform cărora Pallas este descris ca tatăl zeiței [Selene] (Luna).